# Fazendo Gênero
Fazendo Gênero é um seminário internacional de estudos de gênero e feminismos realizado na Universidade Federal de Santa Catarina (UFSC), Brasil, desde 1994. Ao longo de sua história, o evento reuniu pesquisadoras/es, estudantes, ativistas, artistas e docentes de diversas áreas, abordando temas sobre mulheres, sexualidades, feminismos e diversidade. Atualmente, é considerado um dos mais importantes eventos sobre gênero na América Latina.

## História
A primeira edição do evento, intitulada Fazendo Gênero - Seminário de Estudos sobre a Mulher, ocorreu entre 30 de novembro e 2 de dezembro de 1994, organizada pelo Programa de Pós-Graduação em Literatura da UFSC. Seu enfoque foi interdisciplinar, combinando literatura, história, psicanálise e antropologia, além do feminismo contemporâneo .
Com o crescimento do interesse e da participação, o evento passou a ser realizado de maneira bienal, aumentando progressivamente seu alcance e consolidando-se como um espaço de referência acadêmica e de ativismo. Desde 2000, com o Fazendo Gênero 4, o seminário adquiriu caráter internacional .
O Fazendo Gênero se destaca pela diversidade de suas atividades, incluindo simpósios temáticos, mesas-redondas, conferências, apresentações artísticas e audiovisuais. Também evoluiu para incorporar novas formas de acessibilidade, como a apresentação de trabalhos em Língua Brasileira de Sinais (LIBRAS) a partir de sua 12ª edição, realizada de forma virtual devido à pandemia de COVID-19  .
Em 2024, o evento celebrou sua 13ª edição com o tema Contra o fim do mundo: anticolonialismo, antifascismo e justiça climática, contando com mais de 6.000 participantes presenciais e virtuais de diferentes estados brasileiros e de outros países .

## Lista de Encontros
- Fazendo Gênero 1 (1994): Gênero na Literatura, História, Psicanálise e Antropologia
- Fazendo Gênero 2 (1996): Um Encontro Interdisciplinar
- Fazendo Gênero 3 (1998): Gênero e Saúde
- Fazendo Gênero 4 (2000): Cultura, Política e Sexualidade no Século XXI
- Fazendo Gênero 5 (2002): Feminismo como Política
- Fazendo Gênero 6 (2004): Saberes Globais / Fazeres Locais
- Fazendo Gênero 7 (2006): Gênero e Preconceitos
- Fazendo Gênero 8 (2008): Corpo, Violência e Poder
- Fazendo Gênero 9 (2010): Diásporas, Diversidades e Deslocamentos
- Fazendo Gênero 10 (2013): Desafios Atuais dos Feminismos
- Fazendo Gênero 11 (2017): Transformações, Conexões e Deslocamentos (junto ao Congresso Mundos de Mulheres)
- Fazendo Gênero 12 (2021): Lugares de Fala: Direitos, Diversidades, Afetos (realizado virtualmente devido à pandemia de COVID-19) [3]
- Fazendo Gênero 13 (2024): Contra o fim do mundo: anticolonialismo, antifascismo e justiça climática [5]